# Valeria Britos
Valeria Britos (Buenos Aires, 18 de abril de 1976) es una actriz, bailarina, conductora, productora, directora, autora y empresaria argentina.

## Carrera
A los 13 años, decidió presentarse en el programa La Ola está de Fiesta conducido por Flavia Palmiero y se sumó como bailarina.
Tras dos años de su primera participación en tv participó de diversos comerciales y filmó Exterminators IV junto a Guillermo Francella.
Luego de varias audiciones logra consagrarse como conductora de "El Club Disney", viajando junto a su compañero Nico a Disneyword.
Sus trabajos como actriz incluyen las telenovelas y series de tv Aprender a volar, Por siempre mujercitas, La Nena, Verano del 98, Rincón de luz. Por el éxito internacional cosechado por su personaje "Magui" ha viajado a Perú y a Ecuador y comenzó a ser considerada «La nena» durante muchos años.
Valeria cursó la carrera entera de Comunicación Social en la Universidad de Buenos Aires: "Estoy muy contenta de haber terminado. Recuerdo cuando comencé mi primer año, hice el CBC (Ciclo Básico Común) libre y después entré a cursar.

## Vida personal
Mantuvo una relación con el modelo Christian Sancho con quien tiene una hija, Camille Sancho nacida en 2001.
Ha fundado junto a su actual marido Lionel Campoy la compañía "Vale hacer Lio" 
“Nos casamos en el 2018 y decidimos hacer el año pasado un viaje a Italia donde quedamos por el confinamiento por 6 meses en Riomaggiore. Cuando cancelan vuelos y cierran fronteras decidimos quedarnos y ahora estamos en España”, reveló en una entrevista en enero.
Filmografía
Televisión
Quedan los artistas (Canal 7) – Participación monólogo
Volver a cantar 4 (Canal 13, Volver) – Jurado
Noticias de ayer (Canal 7) de Federico Pigna
Herencia de amor – Telenovela (Telefe) – 20 capítulos
Rosa, Celeste y Violeta – Unitario (Canal 7) – 30 capítulos
Mandarina – Infantil (Canal 7)
Un cortado – Unitario (Canal 7) – 30 capítulos
De gira – Comedia (Canal 7) – Obra de teatro en TV
Ninguna igual – Miniserie policial (América)
Rincón de luz – Telenovela juvenil (América) – 60 capítulos
Los Simuladores – Miniserie (Telefe) – Participación
Código negro – Miniserie policial (Canal 7)
Verano del 98 – Telenovela juvenil (Telefe) – 60 capítulos
Como vos y yo – Telenovela (Canal 13) – 30 capítulos
Ciudad prohibida – Miniserie (Canal 9) – 12 capítulos
De la nuca – Telenovela juvenil (Canal 9) – 60 capítulos
La Nena – Telenovela juvenil (Canal 9) – 120 capítulos
Por siempre Mujerescitas – Telenovela (Canal 9) – 320 capítulos
Aprender a volar – Comedia (Canal 13) – 50 capítulos
Club Disney – Directora (Telefe)
La ola está de fiesta – Bailarina (Canal 9)
Cine y Cortometrajes
“La culpa es tuya”.Director: Martino Zaidelis
“Sida”.Director: Eduardo Mignona
«Vivir intentando”. Director: Tomás Yanquelevich
“Exterminator IV”. Director Carlos Galletini
Teatro – Comedia
«La Revista» – Ecuador, Guayaquil. Dir: Juan Yacuzzi (2017)
«Algunas mujeres a las que les cagué la vida» (gira nacional) Dir: Cosentino (2016)
https://www.infobae.com/teleshow/infoshow/2016/06/16/valeria-britos-se-incorporo-a-algunas-mujeres-a-las-que-les-cague-la-vida/
«Quedate a desayunar» – Teatro Provincial- Mar del Plata. Dirigida por: Pato Machado (2012)
“Estrellas de Feizbuk” – Teatro La Comedia (2011), Centro Cultural Konex (2010). Dir: José María Muscari
Teatro – Infantil
«Vale hacer Lio» – Gira en España
«Vale hacer Lio con María Elena Walsh»– Gira en Argentina
«Copito» – Gira en Argentina
«Ganas de hacer lio» – Gira en Argentina
«Manuelita, un musical de María Elena Walsh» – Gira en Argentina
«Vale hacer Lio Congelados» – Teatro Viejo Concejo – San Isidro
«Vale hacer Lio Congelados» – Teatro Santa Fé (Mar del Plata)
«Vale hacer Lio» – Teatro Candilejas (Carlos Paz)
«Vale hacer Lio» – Teatro Viejo Concejo – San Isidro
«Tres pasitos y me pierdo» – Teatro Auditórium – San Isidro
«Cuento cuentos en Gulubú» – Giras por el interior del país
«Cuentopos de Gulubú» – Teatro Auditórium – San Isidro
«El reino del revés» – Teatro Auditórium – San Isidro
«El pájaro azul» – Teatro Metropolitan
«Hansel y Gretel» – Teatro Broadway y giras por el interior
«Mi amigo el ángel» – Giras por el interior del país
«La Nena» – Giras por el interior del país
“Peter Pan” – Teatro Municipal Presidente Alvear. Dir: Mariana Sagasti
«Flavia está de fiesta» -Teatro Ópera
Publicidades Gráficas y Comerciales
“Class life” (trajes de baño)
“Crazy Puppet” (ropa informal)
Mc Donalds, Bazooka, Visa, entre otros
Premios y nominaciones
Broadcasting: actriz revelación «Por siempre mujercitas»
Lauros sin cortes: actriz revelación «Por siempre mujercitas»
Martín Fierro: actriz revelación «Por siempre mujercitas»
Estrella de mar: mejor actriz protagónica en comedia «Quedate a desayunar»https://www.infobae.com/2012/01/30/629480-los-nominados-el-premio-estrella-mar-2012/
Premio Carlos y 5 Nominaciones: «Vale hacer Lio»